# 時間を止めて…
「時間を止めて…」（じかんをとめて）はLil'Bの5作目のシングル。2009年8月19日発売。

## 収録曲
1. 時間を止めて…
  - 作詞：MIE　作曲：松村雄介　 編曲：黒光雄輝
2. 思い出になる前に
  - 作詞：AILA　作曲、編曲：黒光雄輝
  - 『ひとつになれる歌』イメージ・ソング
3. lil luv(cowgirl ver.)
  - 作詞：MIE　作曲、編曲：黒光雄輝
4. 時間を止めて…（カラオケ）
5. 思い出になる前に（カラオケ）

## 出演
- ミュージックステーション(テレビ朝日)